# Andrena phenax
Andrena phenax is een vliesvleugelig insect uit de familie Andrenidae. De wetenschappelijke naam van de soort is voor het eerst geldig gepubliceerd in 1898 door Cockerell.
Deze bij is ongeveer 9,5 mm lang. Ze werd verzameld door een Mr. Fox in het zuiden van Californië.